# Emmetten-Stockhütte

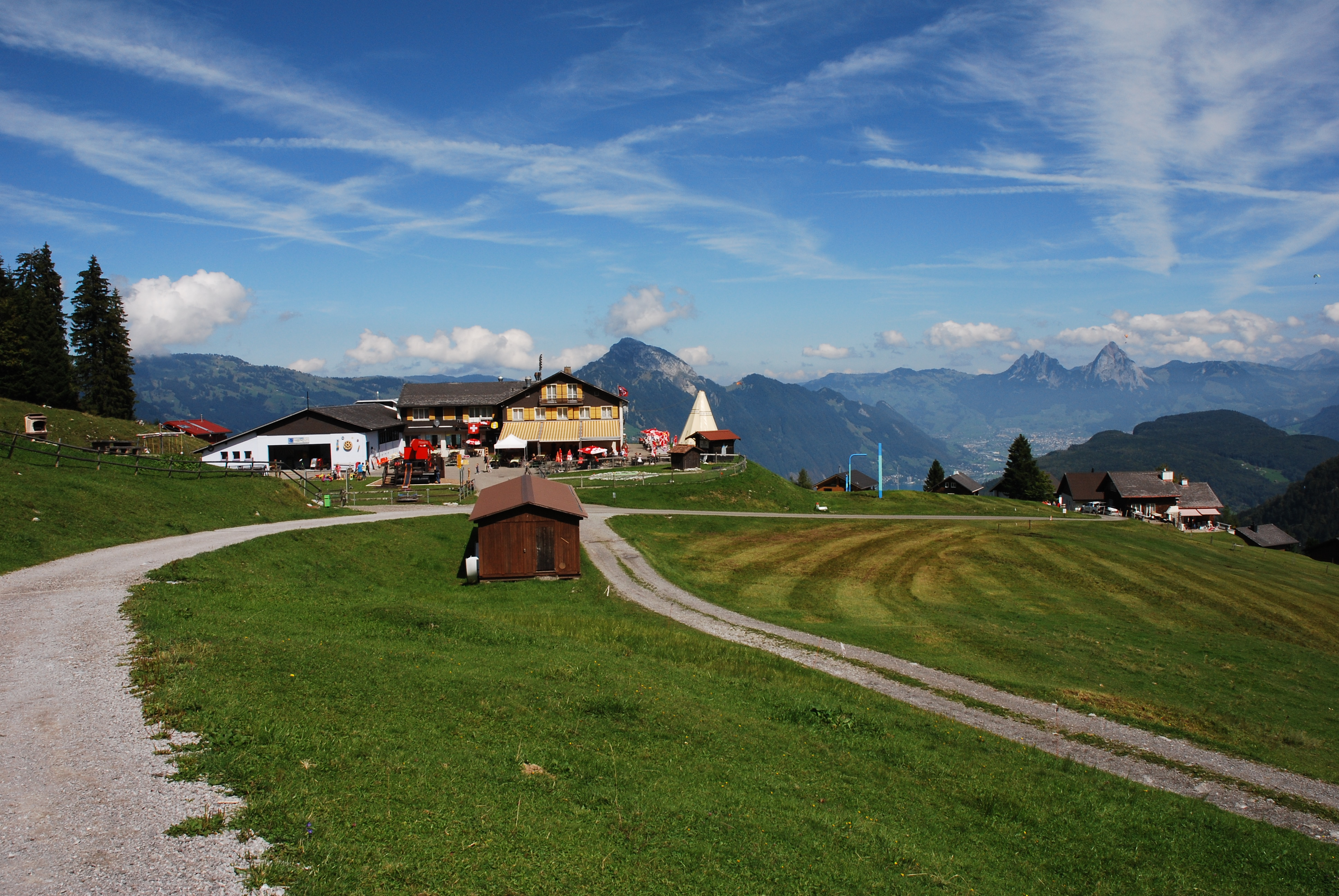
Bergstation der Gondelbahn Emmetten-Stockhütte

Emmetten-Stockhütte ist eine Ferienstation und ein Wander- beziehungsweise Skigebiet oberhalb von Emmetten im Schweizer Kanton Nidwalden.

## Infrastruktur
Die Emmetten-Stockhütte-Seilbahn ist eine Gondelbahn, die von Emmetten (Talstation 762 m ü. M.) zur Stockhütte (Bergstation 1284 m ü. M.) fährt. Bei der Bergstation befindet sich ein Restaurant.
Emmetten-Stockhütte ist Teil des Skigebiets Klewenalp-Stockhütte. Im Winter gibt es bei der Bergstation präparierte Pisten, die mit der Klewenalp verbunden sind.
Im Sommer ist die Bergstation Emmetten-Stockhütte Ausgangspunkt für Wanderungen, zum Beispiel zur Klewenalp oder zum Berggasthaus Niederbauen. Die Gondelbahn bietet Bikeboardfahrten nach Emmetten an.
Am 22. Juni 2025 befand sich die Zielankunft der Schlussetappe (Einzelbergzeitfahren) der Tour de Suisse beim Berggasthaus Stockhütte.

## Natur
Rund um die Feriensiedlung befinden sich auf gerodetem Land Alpweiden.
Grosse Abschnitte des Grünlands sind als Naturschutzgebiet Fäng/Rinderbüel ausgeschieden; das Biotop ist Teil des Bundesinventars der Flachmoore von nationaler Bedeutung.